# Wituchowo
Wituchowo – wieś sołecka w Polsce położona w województwie wielkopolskim, w powiecie międzychodzkim, w gminie Kwilcz.
Wieś szlachecka położona była w 1580 roku w powiecie poznańskim województwa poznańskiego.
W okresie Wielkiego Księstwa Poznańskiego (1815-1848) miejscowość należała do wsi większych w ówczesnym pruskim powiecie Międzyrzecz w rejencji poznańskiej. Wituchowo należało do okręgu kwileckiego tego powiatu i stanowiło odrębny majątek, którego właścicielem był wówczas Samuel Kube. Według spisu urzędowego z 1837 roku wieś liczyła 163 mieszkańców, którzy zamieszkiwali 15 dymów (domostw).
W latach 1975–1998 miejscowość administracyjnie należała do województwa poznańskiego.